# リードレスペースメーカー

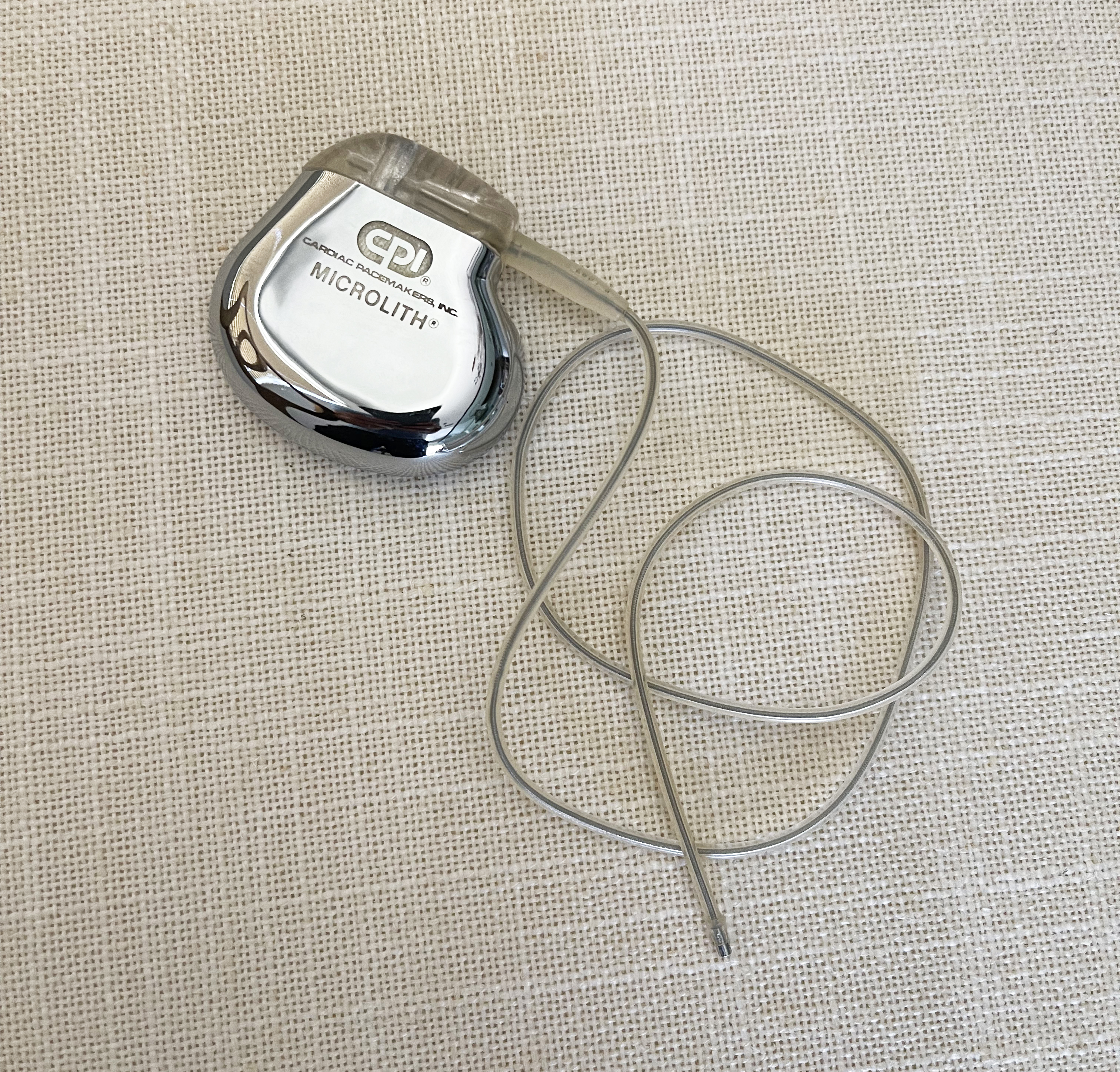
従来のペースメーカー。この伸びている線がリード線。

リードレスペースメーカーは、現在のペースメーカーに必要とされるリード線をなくしたペースメーカー。
カプセルサイズの機器であり先端部にフックがついており、右室に引っ掛けることで固定することができる。

## リードレスの特徴
現在のペースメーカーは先述の通りリード線が必要。しかしリード線の位置がずれてしまうと正しく機能しないため、ずれないように体の動きに制限を設ける場合がある。さらにリード線にずれがないかを確認するために定期的なレントゲン検査で問題がないことを確認する手間があるが、リードレスペースメーカーではその必要がなくなっている。

## 取り付け方法
このリードレスペースメーカーを先端部に取り付けたカテーテルを足の付け根付近の静脈に挿入しそのまま右室まで届ける。そのカテーテル先端部を右室の壁に押し付けて先端部のフックを展開し固定させる。治療は局所麻酔で行うため麻酔のリスクも非常に軽減させることができる。

## メリット

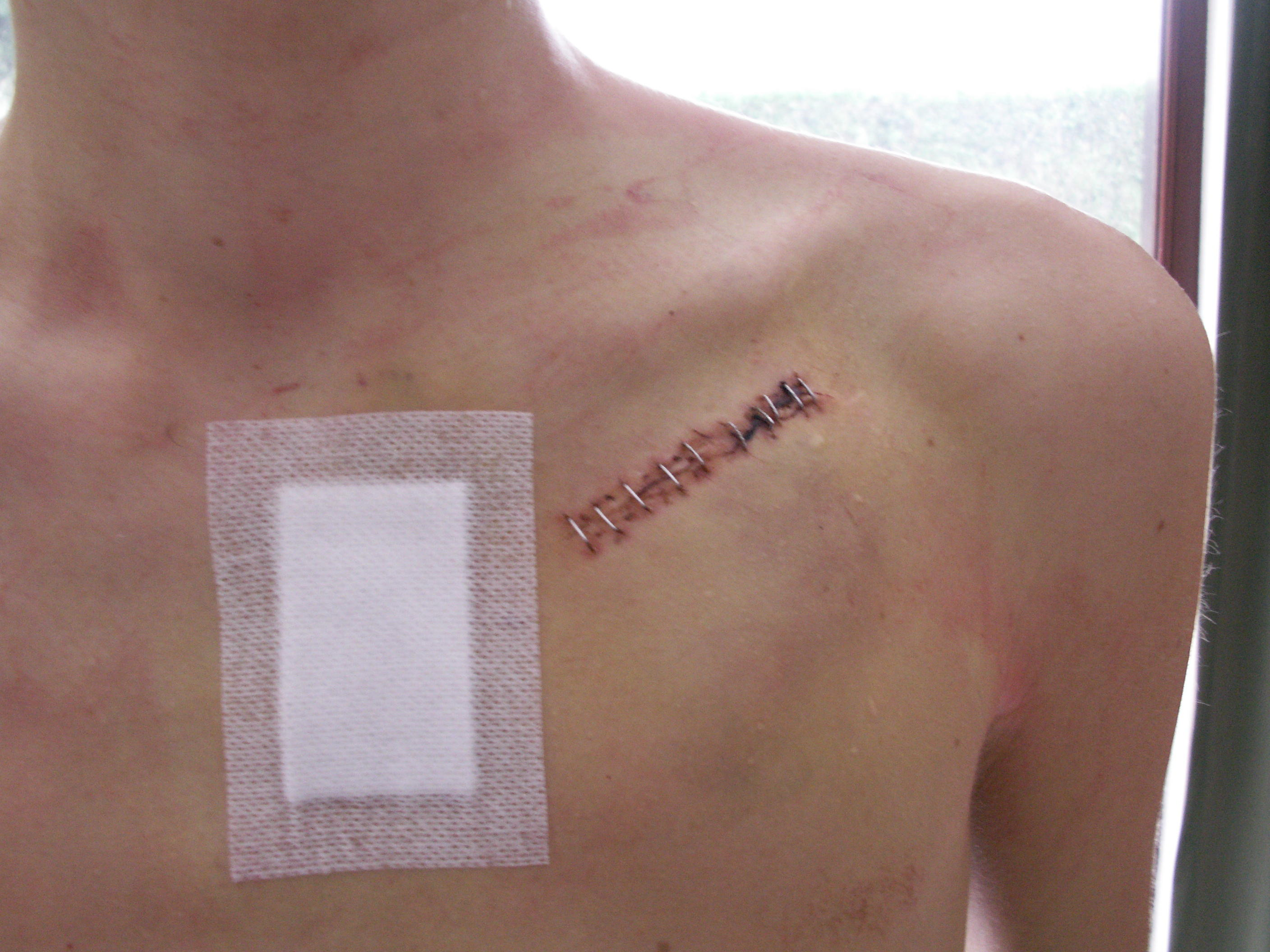
従来のペースメーカー装着後に残る傷跡。

従来型はペースメーカー本体を入れるためのスペースを鎖骨付近に作らなければいけなく傷口が大きくなるが、リードレスペースメーカーは治療後に残る傷口は足の付け根の小さい点だけなので感染症などのリスクが下がり、傷口が目立たないため心理面での負担も軽減することができる。さらにMRIに対応している。

## デメリット
※出典
- 電池切れになった際は抜去することができず新たに設置するしかない。
- 検知するためのリードがないため心房との同期ができないためほかの不整脈の発症のリスクがある。
- 心室にしか設置できないため心房に設置することができない。
- 右室の壁に押し当て、フックで引っ掛けるため心穿孔のリスクがある。そうなった際は大きな治療が必要となってくる。